# فراگویل (اکلاهما)
فراگویل (به انگلیسی: Frogville) یک منطقهٔ مسکونی در ایالات متحده آمریکا است که در شهرستان چاکتاو، اکلاهما واقع شده‌است.